# Шимику, Александру
Александру Шимику (рум. Alexandru Șimicu; род. 8 октября 1988) — румынский гандболист, выступавший за французский клуб ГК Сен-Рафаэль Вар и сборную Румынию.

## Карьера

#### Клубная
Александру Шимику начинал профессиональную карьеру в клубе Тимишоара из одноимёного города. В 2011 году Шимику перешёл в румынский клуб ГК Констанца. В 2014 году Александру Шимику перешёл в ГК Гамбург. В 2015 году Шимику перешёл в ГК Сен-Рафаэль Вар.

#### В сборной
Александру Шимику выступает за сборную Румынии с 2006 года. Александру Шимику, сыграл за сборную Румынии, 34 матча и забросил 52 гола.

## Награды
- Чемпион Румынии: 2012, 2013, 2014
- Обладатель Кубка Румынии: 2012, 2013, 2014
- Вице-чемпион Франции: 2016
- Победитель кубка ЕГФ: 2015
- Обладатель суперкубка Румынии: 2012

## Статистика
Статистика Александру Шимику в сезоне 2017/18 указана на 1 июня 2018 года.
| Сезон   | Клуб               | Лига           | Матчи | Голы   | Голы   | Голы  |
| Сезон   | Клуб               | Лига           | Матчи | С игры | 7-метр | Всего |
| ------- | ------------------ | -------------- | ----- | ------ | ------ | ----- |
| 2014/15 | ГК Гамбург         | Бундеслига     | 31    | 88     | 0      | 88    |
| 2015/16 | ГК Сен-Рафаэль Вар | LNH Division 1 | 18    | 73     | 0      | 73    |
| 2016/17 | ГК Сен-Рафаэль Вар | LNH Division 1 | 21    | 60     | 0      | 60    |
| 2017/18 | ГК Сен-Рафаэль Вар | LNH Division 1 | 14    | 42     | 0      | 42    |